# Radical 165
Le radical 165, qui signifie "distinguer", est un des 20 des 214 radicaux chinois répertoriés dans le dictionnaire de Kangxi composés de sept traits.
Le caractère Unicode de 釆 est 91C6.

## Caractères avec le radical 165
| nombre de traits          | caractères |
| ------------------------- | ---------- |
| Sans trait supplémentaire | 釆         |
| 1 traits supplémentaires  | 采         |
| 4 traits supplémentaires  | 釈         |
| 5 traits supplémentaires  | 釉 释      |
| 13 traits supplémentaires | 釋         |